# 티에라델푸에고섬

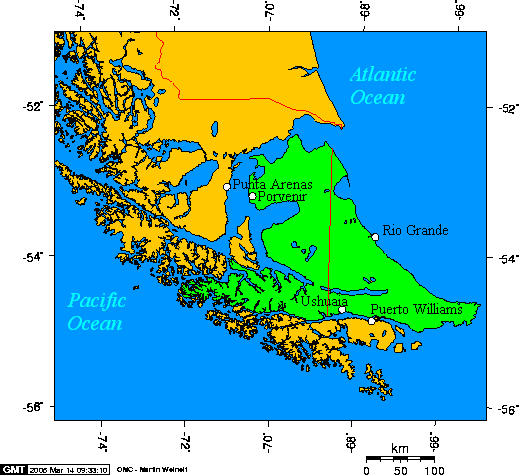
티에라델푸에고섬의 지도

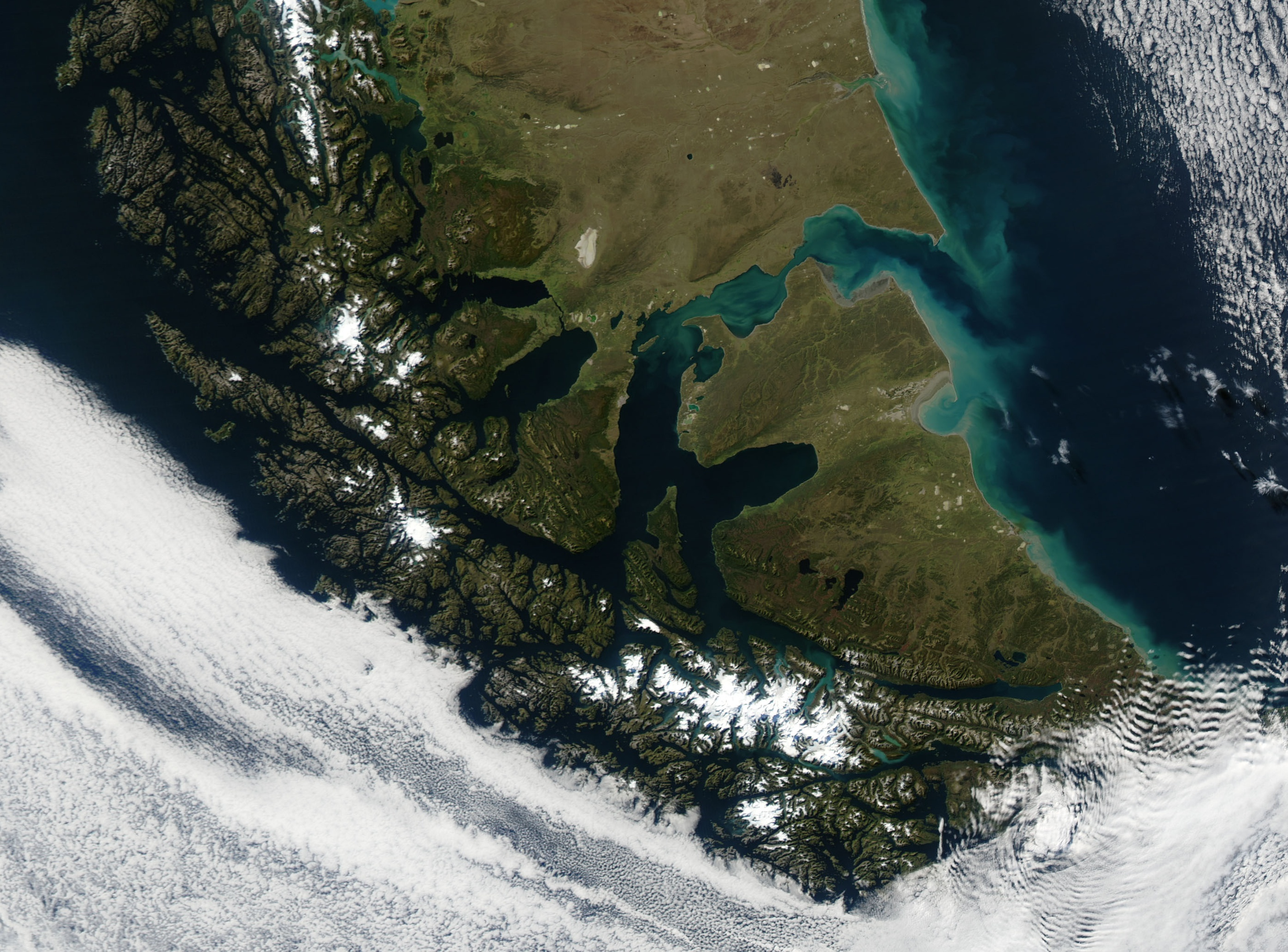
티에라델푸에고섬의 위성 사진

티에라델푸에고섬(스페인어: Isla Grande de Tierra del Fuego)은 남아메리카의 끝 부분에 있는 섬이다. 마젤란 해협으로 대륙과 떨어져 있다. 티에라델푸에고 제도의 주 섬이다.
섬의 서쪽은 칠레, 동쪽은 아르헨티나의 영토이다. 면적은 47,992 km2로 세계에서 29번째 큰 섬이다. 주요 도시인 우수아이아와 리오그란데는 모두 아르헨티나 쪽에 있다. 가장 높은 산은 2,438 m의 다윈 산으로 칠레 쪽에 있다. 또한 아르헨티나가 소유를 주장하는 포클랜드 제도와의 거리 역시 400여km 정도 떨어져 있다.
도심지는 아르헨티나령에 모여 있으며 칠레령은 황무지이다.

## 같이 보기
- 티에라델푸에고 제도